# Axel Kahn (Fußballspieler)
Axel Kahn (* 10. Dezember 1965 in Karlsruhe) ist ein ehemaliger deutscher Fußballspieler, der in der 2. Bundesliga für den Karlsruher SC aktiv war.

## Leben und Wirken
Axel Kahn ist der Sohn des ehemaligen KSC-Spielers Rolf Kahn und der ältere Bruder von Oliver Kahn.
Kahn spielte in der Saison 1986/87 für den Karlsruher SC in der 2. Bundesliga und trug in fünf Spielen zum Aufstieg seines Vereins (als Tabellenzweiter) in die Bundesliga bei. Er debütierte am 2. August 1986 (2. Spieltag) im Heimspiel gegen den VfL Osnabrück, als er zur zweiten Halbzeit für Wolfgang Trapp eingewechselt wurde. Sein einziges Tor im bezahlten Fußball war der Treffer zum 3:0-Endstand in der 90. Minute am 4. April 1987 (27. Spieltag), der ihm im Auswärtsspiel bei der SG Wattenscheid 09, zwei Minuten nach seiner Einwechslung für Arno Glesius, gelang. Bei seinen fünf Einsätzen im Profifußball wurde Kahn immer eingewechselt.
Trotz Aufstiegs trennten sich die Wege, Kahn wechselte zum SV 98 Schwetzingen in die Oberliga Baden-Württemberg. Hier blieb er nur eine Spielzeit, anschließend war er für den Viertligisten FC Neureut in der Verbandsliga Baden am Ball. Ab 1989 spielte er für den VfB Gaggenau in der Oberliga Baden-Württemberg. 1991 erreichte er mit der Mannschaft an der Seite von unter anderem Matthias Fritz und Markus Köppel das Endspiel um den Südbadischen Pokal, das trotz eines Tors von Mannschaftskamerad Adnan Kevrić mit einer 1:2-Niederlage gegen den Freiburger FC endete.
Im Sommer 1991 wechselte Kahn zum Ligakonkurrenten FV 09 Weinheim, mit dem er jedoch den Klassenerhalt in der Spielzeit 1991/92 verpasste. Nach einer Saison beim VfB Grötzingen, der in die Verbandsliga Baden aufgestiegen war, kehrte er 1993 zum VfB Gaggenau zurück. In der Spielzeit 1993/94 spielte er mit der Mannschaft gegen den Abstieg in die Verbandsliga, was aufgrund der Einführung der Regionalligen den Absturz in die Fünftklassigkeit bedeutet hätte. Als Drittletzter blieb der Klub jedoch in der nunmehr viertklassigen Oberliga, Kahn war dabei unter Trainer Günther Cuntz in 13 Saisonspielen zum Einsatz gekommen. Später war er bei verschiedenen Amateurklubs als Spielertrainer tätig.
2020 kandidierte Kahn für das Präsidentenamt des Karlsruher SC, erhielt bei der Mitgliederversammlung aber nur 13 Prozent der Stimmen.
Mit seinen beruflichen Tätigkeiten – Betrieb eines Solariums, Verkauf von Versicherungen, Betrieb einer Werbeagentur – hatte Kahn zunächst wenig Glück und musste Insolvenz anmelden. Seit 2006 ist er Inhaber einer Werbeagentur mit Sitz in Karlsruhe sowie Gründer der Networking-Plattform PIXX Lounge. Er veröffentlichte 2019 sein Buch Das Kahn-Gen. Seit Juli 2019 hat er ein eigenes Radioformat bei Radio Antenne Frankfurt.
Kahn ist Dozent der privaten Universität Europa Campus in Karlsruhe, Mannheim und Frankfurt und Prüfer bei der Industrie- und Handelskammer Karlsruhe.

## Veröffentlichungen
- Das Kahn-Gen. Mensch – Macher – Networker, Basic Erfolgsmanagement, Pfarrkirchen, 2019, ISBN 978-3-944987-21-7